# Theria
Theria (din greacă: θηρίον (thēríon) - „fiară”) este o subclasă de mamifere care dau naștere la pui vii fără a folosi ouă cu coajă, incluzând atât mamifere euteriene (mamifere placentare) cât și metateriene  (marsupiale și strămoșii lor).
Deosebirile scheletice și anatomice generale între mamiferele metateriene (marsupiale) și euteriene (placentare) sunt următoarele:
| Metatheria | Eutheria                                                                                             |
| --- | --- |
| Neurocraniul (neopaliul) mic față de dimensiunea corpului. Neocortexul slab dezvoltat. Corpul calos lipsește.                      | Neurocraniul relativ mare. Neocortexul bine dezvoltat și foarte complex. Corpul calos prezent.       |
| Bulele timpanice de obicei absente, dacă sunt prezente, sunt formate în principal de osul alisfenoid.                              | Bulele timpanice prezente, formate de osul timpanic.                                                 |
| Vacuități (spații goale) mari adesea prezente în partea posterioară a palatului.                                                   | Vacuități palatine absente sau mici.                                                                 |
| Osul jugal mare. Oasele jugal și scuamozal se articulează cu osul dentar în cavitatea glenoidă.                                    | Osul jugal nu articulează cu osul dentar în cavitatea glenoidă.                                      |
| Apofiza angulară a dentarului curbată la 90° (este perpendiculară pe axa dentarului) cu excepția koalei și tarsierului (Tarsipes). | Apofiza angulară a dentarului nu este curbată.                                                       |
| Formula dentară primitivă 5•1•3•4/4•1•3•4 x 2 = 50. Ultimul premolar este singurul dinte decidual (caduc).                         | Formula dentară primitivă 3•1•4•3/3•1•4•3 x 2 = 44. Incisivii, caninii și premolarii sunt deciduali. |
| Oasele epipubice (oasele marsupiale) se întâlnesc la ambele sexe.                                                                  | Oasele epipubice absente.                                                                            |
| Tractul genital femel bifurcat; vârful penisului (glandul) bifurcat.                                                               | Tractul genital femel și glandul penisului nu sunt bifurcate.                                        |
| Marsupiul adesea prezent, în el se află mamelele. Marsupiul se deschide înainte sau înapoi.                                        | Marsupiul absent.                                                                                    |
| Scrotul prepenial (așezat înaintea penisului), cu excepția cârtiței cu pungă (Notoryctes). Osul penian absent.                     | Scrotul postpenial (așezat în spatele penisului). Osul penian prezent la multe specii.               |